# Kurt Lidén
Kurt Lidén, född 7 februari 1915 i Ronneby, död 16 juli 1987 i Lund, var en svensk professor i radiofysik vid Lunds universitet.
Lidén disputerade i fysik i Lund 1947, blev docent samma år, och var under 1950–1964 laborator i medicinsk radiofysik vid samma lärosäte. Han startade 1955 en utbildning för radiofysiker i Sverige, blev medicine hedersdoktor i Lund 1962 och 1964 Lunds universitets första professor i radiofysik.
Lidéns upptäckt av förhöjd radioaktivitet hos samer 1961 uppmärksammades globalt, och kom att bli en del i diskussionen kring stopp av kärnvapenprov i atmosfären, som bidrog till det avtal som USA och Sovjetunionen undertecknade 1963.
Lidén var även mångårig sekreterare i ICRU (International Commission on Radiation Units and Measurements) och bidrog till ett internationellt enhetssystem för strålningsmätning. Han pensionerades 1980.
Lidén gifte sig 1942 med Märta Hernqvist (f. 1917).